# Velvalee Dickinson
 (novembre 2021).
Pour les articles homonymes, voir Dickinson.
Velvalee Dickinson, née le 12 octobre 1893 et morte vers 1980 est une espionne américaine.
Elle fut condamnée pour espionnage contre les États-Unis pour le compte du Japon durant la Seconde Guerre mondiale.

## Biographie

### Jeunesse et formation
Née sous le nom de Velvalee Malvena Blücher à Sacramento, elle est la fille d’Otto et Elizabeth Blucher (ou Blueher).
Elle est diplômée de l’université Stanford en 1918, mais n’obtient son baccalauréat ès arts qu’en janvier 1937, prétendument parce qu’elle n’a pas rendu les livres appartenant à l’université.
Connue comme Doll Woman (« Dame poupée »), elle utilisait ses affaires commerciales à New York pour envoyer des informations à ses contacts en Amérique du Sud, à propos de la marine américaine, par des messages stéganographiques. Elle est finalement arrêtée après que l'un de ses contacts en Amérique du Sud eut déménagé et que ses messages lui sont renvoyés.